# Buzin
Ne doit pas être confondu avec Buzyn.
Buzin est un hameau belge de l'ancienne commune de Verlée, situé dans la commune de Havelange et la province de Namur.